# Союз филателистов Украины
Сою́з филатели́стов Украи́ны (СФУ; нем. Ukraine-Philatelisten-Verband e. V. — U. P. V., укр. Союз Союз філателістів України України) при Союзе немецких филателистов — старейшая организация собирателей украинских знаков почтовой оплаты. Основан немецкими коллекционерами в 1920 году в Берлине и до своего роспуска в 2005 году был старейшим филателистическим товариществом Германии. Первый председатель - Карл Энгельс.

## История

### Основание и ранние годы
Первоначальной целью общества, созданного в 1920 году в Берлине, было изучение надпечаток в виде трезуба (герб Украины) на почтовых марках Российской империи, сделанных почтовыми округами по распоряжению администрации Украинской державы от 20 августа 1918 года.
В 1934 году общество поставило своими задачами развитие украинской филателии и филателистической экспертизы (проверки подлинности) надпечаток и почтовых штемпелей с целью изъятия из обращения сфальсифицированных марок.
Фальсификация украинских марок периода гражданской войны началась уже в конце 1918 года на юге Украины, а позднее фальсификаты стали производить спекулянты за рубежом. Они подделывали надпечатки и почтовые штемпели и даже создавали несуществующие номиналы, так называемые «фантастические». Союз филателистов Украины в Германии успешно выявлял эти фальсификаты.
После проведения экспертизы украинских знаков почтовой оплаты специалисты из СФУ ставили на обороте марок экспертный знак в виде миниатюрного трезуба. При этом каждый эксперт имел собственный знак, отличавшийся некоторыми деталями рисунка и надписи, а также цветом. В частности, применялись индивидуальные экспертные знаки в основном чёрного, красного, фиолетового, а также синего цветов. Среди экспертов, принимавших участие в деятельности СФУ, можно назвать:
- Альвина Арнольда (Alwin Arnold; 1878—?, Берлин—Вильмерсдорф),
- Арнольда Бройля (Arnold Breul; Гера—Цвётцен),
- Евгения Вырового (Eugene Wyrowyj; 1889—?, Прага),
- Рудольфа Зайхтера (Rudolf Seichter; 1889—1977, Зольтау—Ганновер),
- Густава Зеефельднера (Gustav Seefeldner; 1896, Зальцбург — до 1950, Вена),
- Генриха Кёлера (Heinrich Köhler; 1881—1945, Берлин, Висбаден, [Брюль]),
- Оскара Эриха Петерса (Oskar Erich Peters; 1884—?, Хемниц, Рабенштайн),
- Вильгельма Тойбера (Wilhelm Teuber; 1882—1953, Лерте—Ганновер),
- Андре Штоманна (André Stohmann; Вена, Берлин),
- Карла Энгельса (Engels; ? - 1937, Берлин).

Систему экспертных знаков предложил около 1930 года Генрих Кёлер, и она занимает ныне преимущественное положение в международной практике.
|  |  |

Союз филателистов Украины выставлял коллекции государственных и негосударственных украинских марок на выставках 1951 и 1952 годов в Нью-Йорке, Ньюарке и Филадельфии. Кроме этих больших выставок, украинские почтовые марки экспонировались на нескольких десятках выставок в мире членами СФУ — украинским эмигрантом Евгением Выровым, немецкими филателистами А. Арнольдом, Энгельсом, О. Петерсом, Г. Кёлером, А. Штоманном, Р. Зайхтером, В. Тойбером и др.
Председателем СФУ в течение 35 лет был Рудольф Зайхтер. Свою коллекцию украинских почтовых марок он экспонировал в Европе и Америке. Впоследствии значительная часть собрания Зайхтера, которая включала украинские марки 1918—1923 годов, попала в коллекцию английского филателиста, члена СФУ Тревора Пейтмана (англ. Trevor Pateman).

### Поздние годы и роспуск
С 1975 года СФУ возглавлял Ганс Вернер. Количество членов в обществе было около 50 человек (при максимуме в более ранние годы около 100 человек).
В 1990-е годы Союз филателистов Украины базировался в Мюнхене, где провёл три выставки. Первая из них, «UKRAINA '90», посвящённая 70-летию общества, состоялась в 1990 году, и на ней были представлены марки Украины 1918—1920 годов, Западной и Закарпатской Украины, местные выпуски, а также цельные вещи. Почта ФРГ отметила это событие четырьмя памятными штемпелями, один из которых имеет надпись на немецком и украинском языках. Организаторы выставки выпустили конверты, карточку, памятные наклейки и медаль.
Вторая выставка, «UKRAINA '93», состоялась 8—14 ноября 1993 года, и на ней были организованы спецгашения в честь 80-летия украинских бойскаутов и 75-летия авиапочтовых полётов по маршрутам Вена — Краков — Львов — Киев и Будапешт — Вена — Краков — Львов. Третья выставка, «UKRAINA '95», проходила в начале ноября 1995 года, и на ней также проводилось несколько спецгашений, в том числе по случаю 75-летия Украинской державы.
В 2000-е годы правление Союза располагалось в Камп-Линтфорте. 28 января 2003 года, при содействии Герта Мурманна (Gert W. F. Murmann), члена Общества собирателей почтовых марок и монет Камп-Линтфорта (Briefmarken- und Münzsammlerverein Kamp-Lintfort), СФУ открыл собственный веб-сайт.
В 2005 году из-за отсутствия лиц, готовых и способных возглавить объединение, Союз филателистов Украины самораспустился. Многие члены СФУ присоединились в 2006 году к Товариществу Россия—СССР (Arbeitsgemeinschaft Russland/UdSSR). Последним председателем Союза был Альфред Штольберг (Alfred Stolberg) из Магдебурга.

## Издания СФУ
Печатным органом СФУ в 1930-х годах являлся журнал «Украинский филателист» (укр. «Український Філятеліст»), который выходил в Вене. С 1952 года Союз стал издавать новый журнал нем. «Der Ukraine-Philatelist» (при участии 29 человек).
Рудольф Зайхтер вместе с Вильгельмом Тойбером в 1947 году опубликовал единственный на сегодняшний момент каталог-справочник «Sonder-Katalog Ukraine 1918—20», исправленный в 1956 и 1966 годах. Р. Зайхтером также был издан ряд других работ и дополнений к каталогам, в том числе:
- Seichter R. Die Ukraine-Aufdrucke des Bezirks Odessa und ihre Echtheitsmerkmale. — Soltau, 1953. — 10 S. (нем.) (Украинские надпечатки Одесской области и признаки их подлинности.)
- Seichter R. Sonder-Katalog Ukraine (1918—1920). — Soltau: Seichter, 1956. (нем.) (Каталог Украины, 1918—1920.)
- Seichter. R. Spätgebrauch und Aufbrauch der Freimarken und Ganzsachen der Ukrainischen Volksrepublik 1918/20. — Soltau, 1958. — 36 S. (нем.) (Позднее употребление и израсходование почтовых марок Украинской Народной Республики в 1918—1920 годах.)
- Seichter R. Nachtrag 1957 zum Sonderkatalog Ukraine 1918/20. — Soltau: Seichter, 1957. — 27 S. (нем.) (Дополнение 1957 года к каталогу Украины, 1918—1920.)
- Seichter R. Sonder-Katalog Ukraine (1918—1920). — Soltau: Seichter, 1966. — 50 S. (нем.) (Каталог Украины, 1918—1920.)
- Seichter R. Nachtrag 1968 zum Sonderkatalog Ukraine 1918/20 von 1966. — Soltau: Seichter, 1968. — 10 S. + Ergänzungen und Verbesserungen, 2 S. (нем.) (Дополнение 1968 года к каталогу Украины, 1918—1920, 1966 года.)
- Seichter R. Ukraine: Classic trident overprints / UPR reprint series. — No. 1. (англ.) (Украина: классические надпечатки тризуба.)